# Міст Плаки
Міст Плаки (грец. Γεφύρι της Πλάκας — кам'яний одноарковий міст XIX століття в периферії Епір у Греції. Зруйнований повінню 1 лютого 2015 року[⇨] і відновлений 5 років по тому, в середині лютого 2020 року[⇨] .
Міст розташований на кордоні периферійних одиниць Яніна і Арта і перекинутий через річку Арахтос. Розміщений поруч із селом Плака в спільноті Рафтанеї в громаді Ворія-Дзумерка. З шириною зводу 40 м і висотою склепіння 17,61 м  є найбільшим одноаркови мостом у Греції і на Балканах, а також третім у Європі. Також з боків від основного зводу є дві невеликі арки шириною 6 м.
Міст був відправною точкою для рафтингу і каноїнгу на річці Арахтос.

## Історія

### Будівництво
Міст побудовано за наказом османського султана Абдул-Азіза. Керував будівництвом місцевий архітектор Костас Бекас із сусіднього села Праманда. Будівництво завершено в 1866 році. До Бекаса інші фахівці робили дві спроби побудувати міст у 1860 і в 1863 році, проте обидві виявилися безуспішними. У 1860 році міст обвалився під час будівництва, а в 1863 році обвал стався в момент відкриття моста. Вартість будівництва склала 180 000 турецьких курушів. Фінансували проєкт місцеві громади і багатий грецький купець Іоаніс Луліс.

### Експлуатація

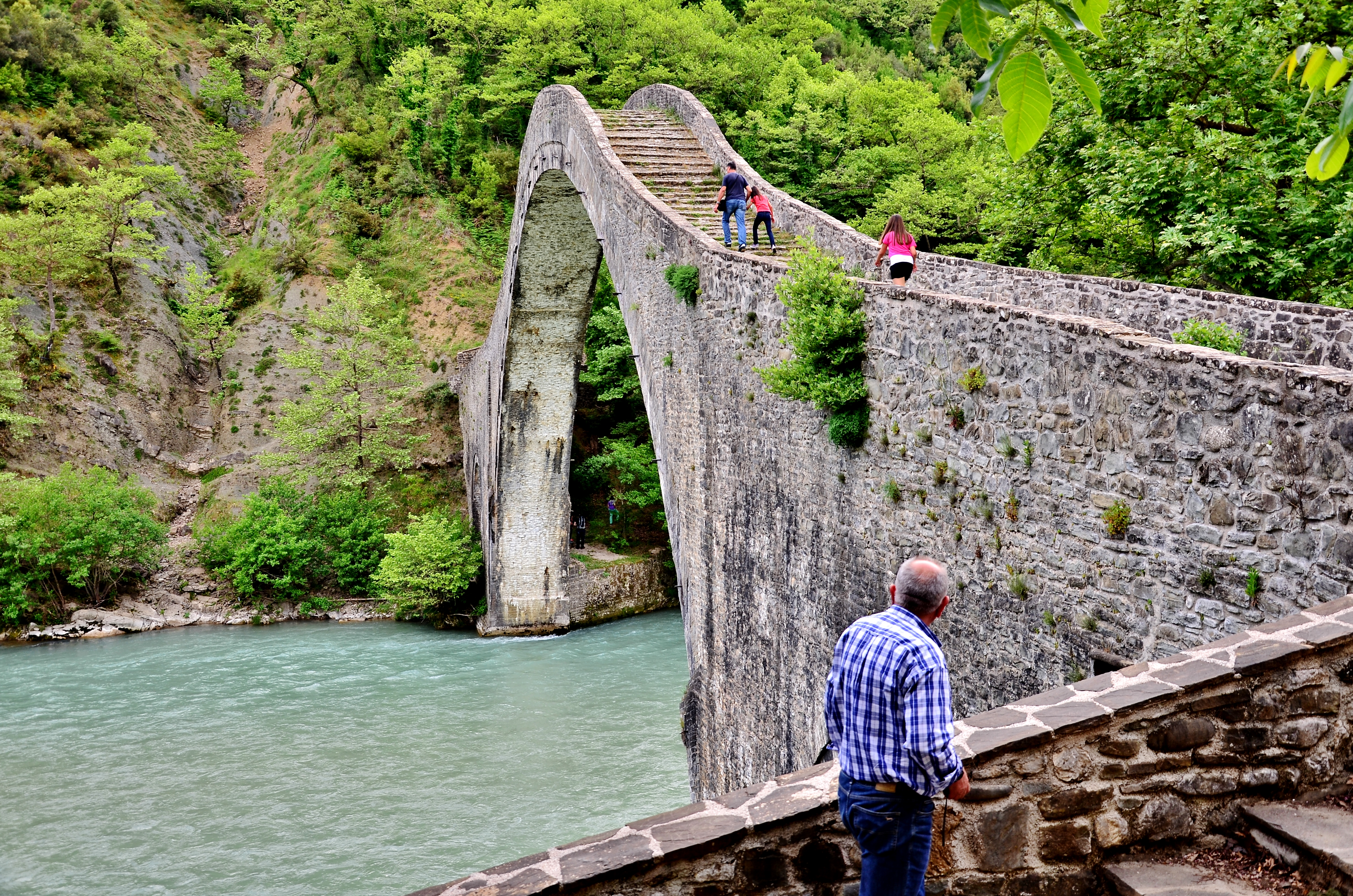
Міст Плаки до обвалення

3 лютого 1878 року під час анти-османського повстання грецькі війська під командуванням Константіноса Котікаса перемогли турецький гарнізон, розміщений у районі моста і змусили його відступити.
Між 1880 і 1912 роком міст перебував на кордоні між Грецьким королівством та Османською імперією. Поруч із ним зведено будівлю митниці, яка існує донині. Крім того, поруч з мостом розміщувався форпост грецької армії і готель.
Під час Другої світової війни міст підірвали німці, проте він отримав лише незначні пошкодження. Місцеві жителі відремонтували його в 1943 році. 29 лютого 1944 року під час окупації Греції країнами Осі в районі моста підписано Договір Плаки-Мірофіло між Рухом Опору, Національно-визвольним фронтом Греції, Народною республіканською грецькою лігою і Національним і соціальним звільненням.
Під час сильних дощів 2007 року арка моста майже звалилася, однак рішення про відновлення моста не було прийнято, що викликало підвищену критику з боку громадськості.

### Обвалення

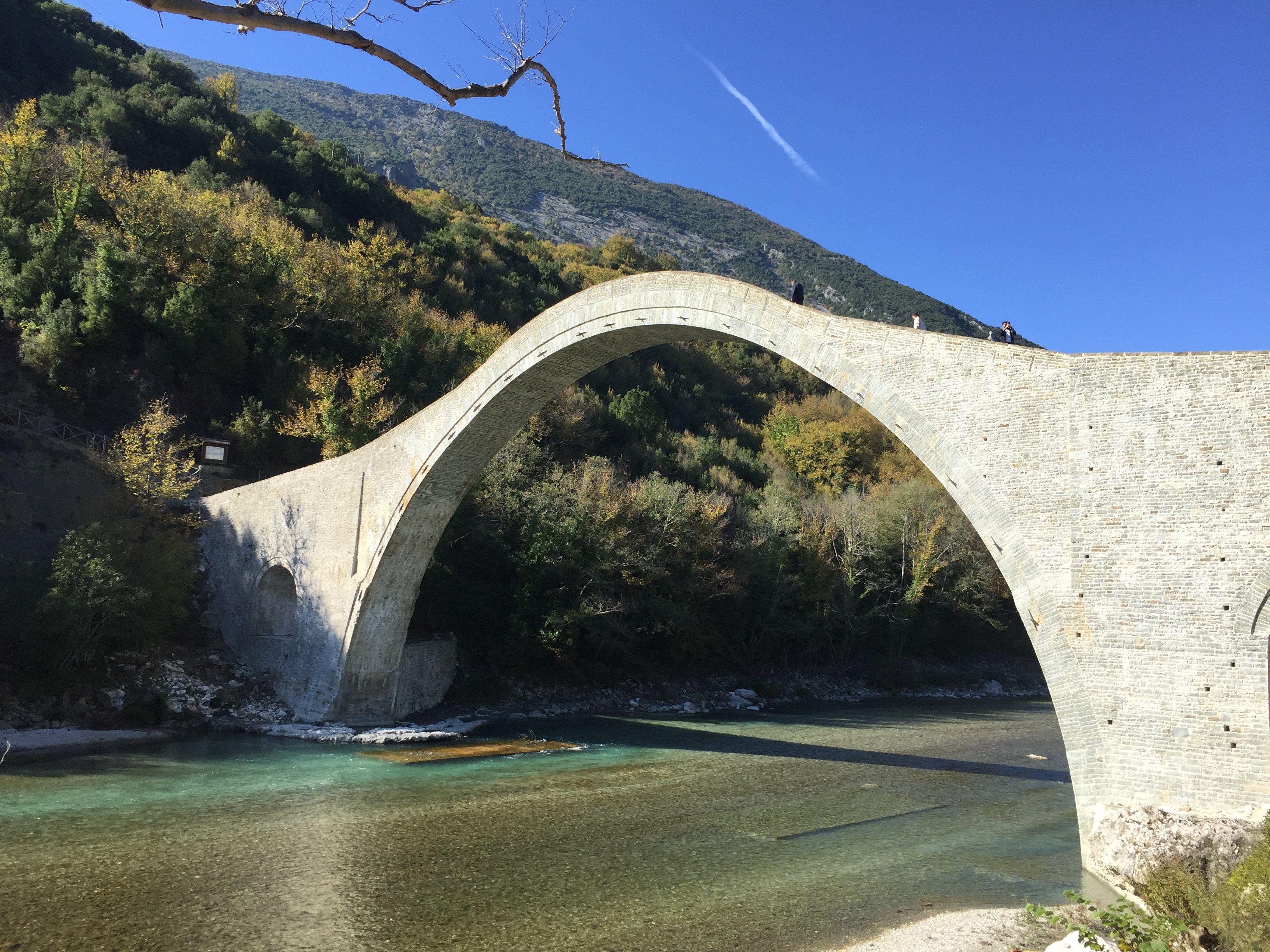

Міст був одним з найяскравіших прикладів грецької народної архітектури. Він обвалився 1 лютого 2015 року через підвищення рівня води, викликане рясними зливами в Епірі. Води річки Арахтос змили опори моста в річку і арка обрушилася. Наступного дня міністр інфраструктури, транспорту та комунікацій Греції Христос Спірдзис і представники міністерства культури країни поїхали в регіон, щоб оцінити збиток. Фахівці оголосили, що технічна можливість відновити міст є. Під час подальшої реконструкції з води буде піднято уламки моста, змиті повінню.

### Реставрація
У середині лютого 2020 року реставраційні роботи завершено і прибрано металевий каркас, який підтримував міст під час проведення робіт. У роботах брали участь понад 300 осіб, серед яких команда з 30 професорів і 40 дослідників з Афінського політехнічного університету під керівництвом професора Димитріоса Каліамбакоса (Δημήτριος Καλιαμπάκος). За словами Каліамбакоса міст «готовий і проходить випробування в найсуворіших зимових умовах, а потім буде відкритий для публіки на початку літа». При роботах використовували оригінальні технології. Було укладено 9000 кам'яних блоків розміром 70×40×10 см.